# 10392 Brace
10392 Brace eller 1997 RP7 är en asteroid i huvudbältet som upptäcktes den 11 september 1997 av den amerikanske amatörastronomen Robert Linderholm vid Lime Creek-observatoriet. Den är uppkallade efter DeWitt Bristol Brace.
Asteroiden har en diameter på ungefär 5 kilometer.